# Palaeopsylla remota
Palaeopsylla remota är en loppart som beskrevs av Jordan 1929. Palaeopsylla remota ingår i släktet Palaeopsylla och familjen mullvadsloppor. Inga underarter finns listade i Catalogue of Life.